# Raymond Belle
Raymond Belle (* 3. Oktober 1939 in Vietnam; † Dezember 1999) war ein französischer Soldat und Feuerwehrmann. Er gilt als einer der Stammväter der Fortbewegungsart Parkour.

## Leben
Raymond Belle wurde im damaligen Französisch-Indochina, heute Vietnam, geboren. Während seiner Kindheit starb sein Vater im ersten Indochinakrieg und 1954 wurde er wegen der Teilung Vietnams von seiner Mutter getrennt. Belle wurde von der französischen Armee in Đà Lạt aufgenommen und erhielt dort noch während seiner Schulzeit eine militärische Ausbildung und ein Training. Im Alter von 12 Jahren erprobte er mit seinen Freunden effiziente Fluchttechniken, um seine Überlebenschancen während des Krieges in seiner Heimat zu verbessern.
Aus dem Buch Méthode Naturelle von Georges Hébert lernte Belle, wie man effektiv und schnell natürliche Hindernisse überwindet. Aufgrund der Methode von Hébert entwickelte er le parcours, eine Bewegungsart, um effektiv von einem Punkt zum anderen zu gelangen. Sein Sohn David Belle entwickelte diese Fortbewegungsmethode für den urbanen Raum weiter.
Mit dem Ende der Schlacht von Điện Biên Phủ wurde Belle nach Frankreich zurückgeschickt und beendete dort 1958 seine militärische Ausbildung. Seine körperliche Fitness und seine Bereitschaft zu helfen brachten ihn dazu, mit 19 Jahren einer Einheit der Sapeurs-pompiers de Paris beizutreten. Durch seine athletischen Fähigkeiten und herausragenden Leistungen kam Belle zu einer Elite-Einheit der Feuerwehr. Die Mitglieder dieses Regiments sind in der Lage, die schwierigsten und gefährlichsten Rettungseinsätze durchzuführen. In seiner Dienstzeit in der Brigade vollführte Belle mehrere außergewöhnliche Leistungen. 1962 wurde er für herausragende Leistungen bei der Bekämpfung eines Garagenbrandes und 1969 für seinen gefährlichen Lufteinsatz, wo er eine Vietcong-Flagge auf der Spitze der Kathedrale Notre–Dame de Paris entfernte, geehrt. Da Raymond Belle immer wieder Mut und Selbstaufopferung bewies, wurde er 1969 mit einer Bronze-Ehrenmedaille ausgezeichnet. „Sergeant Belle“ verließ 1975 die Brigade und starb im Dezember 1999.